# Jandarmul la plimbare
Jandarmul la plimbare (în franceză Le gendarme en balade) este un film franțuzesc din anul 1970, regizat de Jean Girault. El este al patrulea film din seria Jandarmul, cu Louis de Funès în rolul jandarmului Ludovic Cruchot. El a fost urmat de încă două filme.

## Rezumat
Au loc schimbări în cadrul jandarmeriei din Saint Tropez. Jandarmii sunt forțați să se pensioneze pentru a lăsa locul colegilor lor mai tineri și care cunosc metode mai moderne.
Șase luni mai târziu, pensionarul Cruchot se plictisește în castelul soției lui, acțiunile desfășurate nereușind să-l scoată din întristare: pescuit, plimbări călare, sistem de monitorizare a proprietății extrem de sofisticat, vizita preotului. Nu este lăsat să facă nimic, nici chiar să-și spele mașina. În timpul unei vizite neanunțate, plutonierul Gerber și soția sa, luați de departe drept intruși, cad într-o capcană grație sistemului de detectare radar oferit de Josépha. Cruchot îi prezintă lui Gerber muzeul său cu amintiri, ei evocă trecutul lor la jandarmeria din Saint Tropez. Apoi, ei primesc un vechi camarad, jandarmul Merlot, care îi informează că Fougasse a devenit amnezic și se află la un sanatoriu al jandarmeriei. Însoțiți și de camarazii lor Tricard și Berlicot, ei decid să meargă să-și salveue vechiul prieten și să facă un pelerinaj la surse pentru a-i readuce memoria. Cu toate acestea, prea încântați de a purta din nou uniforma, jandarmii intră în ilegalitate, scăpându-i pe nudiștii hippie de urmărirea noilor jandarmi, dejucând jocul extrem de periculos al unor copii dintr-o tabără a unei mănăstiri să declanșeze din greșeală un focos nuclear pe care-l foloseau ca să lanseze o rachetă pe Lună. 
În ciuda faptului că ei sunt urmăriți în mod implacabil de către succesorii lor, ei vor străluci din nou. Astfel ridiculizați, „noii” jandarmi trebuie să renunțe la post în favoarea celor mai bătrâni, prea fericiți să-și recapete postul lor la jandarmeria din Saint Tropez și să primească omagiul meritat.

## Distribuție
- Louis de Funès - sergentul-șef Ludovic Cruchot
- Michel Galabru - plutonierul Jérôme Gerber
- Jean Lefebvre - jandarmul Lucien Fougasse
- Christian Marin - jandarmul Albert Merlot
- Guy Grosso - jandarmul Gaston Tricard
- Michel Modo - jandarmul Jules Berlicot
- Claude Gensac - Josépha Cruchot
- France Rumilly - sora Clotilde
- Nicole Vervil - doamna Gerber, soția plutonierului
- Dominique Davray - sora puternică
- Yves Vincent - colonelul
- René Berthier - subofițerul aghiotant al colonelului
- Sara Franchetti - sora Marie-Bénédicte
- Paul Préboist - mirele
- Paul Mercey - preotul
- Cris Georgiadis - majordomul
- Dominique Zardi - braconierul
- Robert Le Béal - ministrul
- Yves Barsacq - șoferul accidentat al mașinii MGB albă (nemenționat)
- Jean Valmence - șoferul accidentat al mașinii Alfa Romeo Giulia GT roșie
- Henri Guégan - un jucător de bile la Pinsonière
- Ugo Fangareggi - un hippie
- Rémy Julienne - cascador auto
- Georges Fabre - dublura lui Louis de Funès la cascadorii (nemenționat)

## Despre film
- Scenele din film au fost filmate la Saint-Tropez, Ramatuelle (la Château de Saint-Amé pentru scenele de la mănăstire), Gassin, Gigaro (La Croix-Valmer) din departamentul Var și la Château de Nandy din Seine et Marne.
- Scena hippie a fost filmată pe situl de la Cap Taillat, situat în Presqu'île de Saint-Tropez din departamentul Var. Acest sit este protejat pentru conservarea litoralului din anul 1987. El a suferit foarte mult ca urmare a folosirii sale în filme, fiind distruse dunele și vegetația necesară ecosistemului, în special în timpul filmărilor la Scoumoune (1972), cu Jean-Paul Belmondo.
- Se observă că, în scena în care Gerber și soția lui ajung în salonul lui Cruchot, tabloul atârnat deasupra șemineului este un Modigliani. Această pictură este utilizată și în filmul Le Tatoué în care Louis de Funès, interpretând un colecționar de artă, a vrut să captureze desenul reprodus pe spatele unui fost soldat, interpretat de Jean Gabin.
- Filmul, al patrulea film din seria Jandarmul, a fost inițial intitulat Le Gendarme à la retraite.
- Datorită difuzării sale la televiziune la 6 mai 1990, acest film a fost plasat printre primele 100 de filme ca număr de telespectatori francezi din toate timpurile.
- Salariul lui Louis de Funès pentru acest film a fost de 250 de milioane de franci, spre deosebire de 8 milioane pentru primul film din serie.
- Se remarcă aparițiile lui Paul Préboist în mire și Dominique Zardi în braconier. Acesta din urmă a interpretat rolul unui jandarm italian în Jandarmul la New York și al unui jandarm de la concursul pentru gradul de plutonier-major în Jandarmul se însoară.
- Versurile recitate cu nostalgie de Michel Galabru la sosirea cu mașina în fața sediului jandarmeriei ("Je ne vois en ces lieux que ceux qui n'y sont pas ! Pourquoi ramènes-tu mes regrets sur leur trace ?" sunt luate din La vigne et la maison - Psalmodies De L'âme - Dialogue Entre Mon âme Et Moi de Lamartine)
- Cei șase jandarmi sunt: Louis de Funès, Michel Galabru, Michel Modo, Guy Grosso, Jean Lefebvre și Christian Marin.

## Vezi și
- Listă de filme străine până în 1989